# Niels Peter Buus
Niels Peter Jensen Buus, född 6 februari 1835 i Svendstrup vid Ålborg, död 10 april 1886 på Rosvang i Thy, var en dansk lantbrukare.
Buus tog lantbruksexamen i januari 1856, första gången denna avlades i Danmark. Kort därefter kom han i Edward Tesdorpfs tjänst, först som underförvaltare på Orupgård, senare som förvaltare på Gjedsergård. År 1867 blev han inspektör på Rosvang, och förhållandevis snabbt blev denna ödegård under hans ledning en fullständig mönstergård med bland annat storslagen fröodling, förstklassig nötkreatursbesättning, omfattande mejerirörelse och fåravel. 
Buus ivrade för en rationellt driven avel av de inhemska nötkreatursraserna. Hans huvudarbete Malkekøernes Behandling Sommer og Vinter (1875) utkom i flera upplagor och översattes till engelska, tyska och svenska. Han skrev många artiklar i tidskrifter och var en framstående föredragshållare. Han hade även en ledande roll i lantbrukets föreningar; han var bland annat medlem av Landhusholdningsselskabets styrelseråd och inlade sig särskilt förtjänst om sällskapets lärlingsinstitution.